# Granica Mandżukuo i Związku Radzieckiego
Granica Mandżukuo i Związku Radzieckiego – granica międzypaństwowa rozdzielająca terytoria tych państw w latach 1932–1945.

## Przebieg granicy
Początek granicy na zachodzie – trójstyk granic Mongolii, ZSRR i Mandżukuo, następnie granica biegła w kierunku wschodnim, dochodziła do rzeki Arguń, korytem tej rzeki, następnie przebiegała korytami rzek Amur i Ussuri, wreszcie dochodziła do jeziora Chanka. Po przecięciu jeziora biegła w kierunku południowym do trójstyku granic Mandżukuo, Korei i ZSRR.
Pierwsze porozumienie o przebiegu granicy  podpisano dopiero 9 czerwca 1940. Protokół o delimitacji granicy podpisano w Czycie 15 czerwca 1941 roku. Granica istniała do sierpnia 1945 i likwidacji Mandżukuo.
Przebieg granicy pokrywał się z granicą rosyjsko-chińską ustaloną w 1860 roku traktatem pekińskim.